# Initng

initng est un programme sous Unix qui lance toutes les autres tâches. Il s'exécute comme un démon informatique et typiquement il a un identifiant de processus (PID) de 1.
Contrairement à init, initng détermine automatiquement les dépendances entre chaque démon, et parallélise les démarrages des démons.
Ceci accélère grandement le démarrage d'une distribution Linux. Par contre, initng n'est pas compatible avec le processus de démarrage d'UNIX System V car il n'y a plus de script pour démarrer chaque démon, mais un fichier de configuration.